# Rock & Pop
Rock & Pop è una stazione radio cilena con dial FM a 94.1 MHz a Santiago del Cile. Trasmette anche con la sua rete di ripetitori, sul canale 661 (con D-Box) dell'operatore via cavo VTR e via Internet nel resto del paese e in tutto il mondo. Appartenente al consorzio radio Ibero Americana Radio Chile.

## Frequenze
- 94.1 MHz (Santiago)
- 93.9 MHz (Iquique)
- 96.3 MHz (La Serena)
- 93.1 MHz (Concepción)
- 93.5 MHz (Temuco)

### Vecchie frequenze
- 102.5 MHz (Arica); oggi Radio Corporación, non correlato allo IARC.
- 106.3 MHz (Antofagasta); oggi Inicia Radio, non correlato allo IARC.
- 105.1 MHz (Copiapó); oggi Radio María in 105.3, non correlato allo IARC, mosso dalla legge della radio della comunità y 104.9 MHz; oggi Radio Futuro.
- 105.5 MHz (Algarrobo); oggi Inolvidable FM, non correlato allo IARC.
- 93.1 MHz (Valparaíso/Viña del Mar/Quilpué); oggi Radio Concierto.
- 100.3 MHz (Rancagua) oggi Radio Armonía, non correlato allo IARC e 103.7 MHz; oggi ADN Radio Chile.
- 100.1 MHz (Talca); oggi Radioactiva.
- 89.1 MHz (Villarrica); oggi Los 40.
- 102.3 MHz (Valdivia); oggi Radio Concierto.
- 93.5 MHz (Osorno); oggi CLG Radio, non correlato allo IARC.
- 89.9 MHz (Puerto Montt); oggi Corazón FM.
- 97.7 MHz (Punta Arenas); oggi My Radio, non correlato allo IARC.

## Gestione e amministrazione
La radio è stato diretto dal suo inizio fino al maggio 2004 da Marcelo Aldunate Lazo, attuale direttore musicale della Ibero Americana Radio Chile. Il suo sostituto e fino ad ottobre 2006 è stato condotto da uno dei suoi annunciatori storiche: Patricio "Pato" Cuevas. Dopo la sua partenza accaduto Mauricio Soto Burgos e Rodrigo Alvarez Araya sarebbe prendere in consegna nel 2007. Nel 2008 Sergio Cancino (annunciatore radio corrente e direttore Radio Concierto), poi cedere il passo . Carlos Costas tra il 2010 e l'ottobre 2014 (attuale direttore del ADN Radio Chile)  Tra ottobre 2014 e marzo 2016 è stata guidata da Rodrigo Ulloa. Attualmente e dal marzo 2016, la radio è gestito da un altro dei suoi relatori e produttori storici,  Jorge Lira Tomicic  '

## Notte
1. ↑  (ES) Sebastian Cerda, Radio Rock & Pop estrenó su nueva propuesta dirigida a la generación de 25, El Mercurio, 20 novembre 2007. URL consultato il 3 settembre 2016.
2. ↑  (ES) Carlos Costas asume la dirección de ADN Radio Chile, Americana Ibero Radio Chile, 2 ottobre 2014. URL consultato il 26 giugno 2016 (archiviato dall'url originale il 12 luglio 2016).
3. ↑   (ES) Francisco Núñez, Jorge Lira asume como nuevo director de radio Rock & Pop, fotech.cl, 28 marzo 2016. URL consultato il 3 dicembre 2017.